# شهر صنعتی لیا

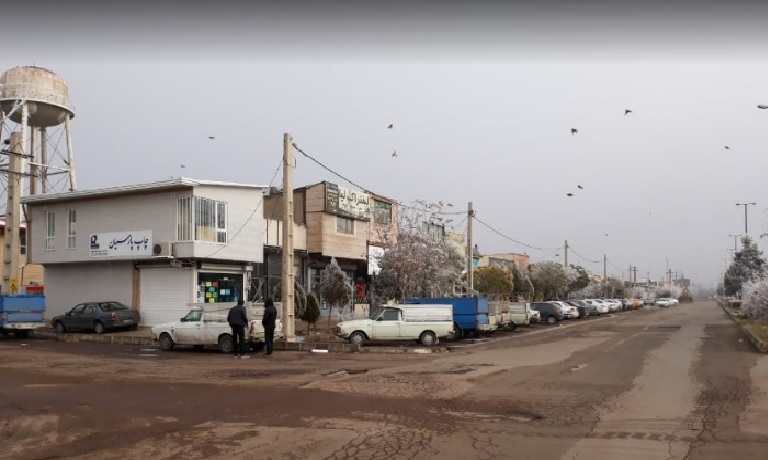

شهر صنعتی لیا در ۱۴ کیلومتری جاده قزوین - بویین زهرا واقع شده است. این شهر صنعتی در سال ۱۳۷۲ با تصویب هیئت وزیران تشکیل شد. در ابتدا زیر نظر استان زنجان اداره می‌شد، سپس به استان تهران و سرانجام با استان شدن قزوین در سال ۱۳۷۶ به این استان واگذار گردید. وسعت این شهر در ابتدا ۱۵۰ هکتار بود که به مرور و با گسترش واحدهای صنعتی به بیش از ۲۶۷ هکتار رسیده است.